# Шоссейная улица (Королёв)
Шоссейная улица — улица в городе Королёве.

## История
Улица получила своё название из-за близости к Ярославскому шоссе. Застроена 2—3-этажными жилыми домами. На улице расположена спортивная площадка школы.

## Трасса
Шоссейная улица начинается от Ярославского шоссе, пересекает Школьную улицу и заканчивается на Первомайской улицей.

## Достопримечательности, учреждения и организации
- Кафе
- Оптовые продовольственные склады
- Детский сад
- Гаражный кооператив